# Свети Трије Краљи в Словенских Горицах
Свети Трије Краљи в Словенских Горицах (словен. Sveti Trije Kralji v Slovenskih goricah) је насељено место у општини Бенедикт, Подравска регија, Словенија.

## Историја
До територијалне реорганизације у Словенији била су у саставу старе општине Ленарт.

## Становништво
У попису становништва из 2011. године, Свети Трије Краљи в Словенских Горицах су имала 55 становника.
| Број становника према пописима | Број становника према пописима | Број становника према пописима |
| ------------------------------ | ------------------------------ | ------------------------------ |
| 1991                           | 2002                           | 2011                           |
| 59                             | 55                             | 55                             |